# Jevaughn Minzie
Jevaughn Minzie  (* 20. Juli 1995 in Saint Catherine) ist ein jamaikanischer Sprinter.

## Biografie
Seine ersten internationalen Erfolge erzielte Minzie bei den CARIFTA Games 2011, wo er in der U-17-Klasse mit der 4-mal-100- und 4-mal-400-Meter-Staffel die Goldmedaille und über 100 und 200 Meter die Silbermedaille gewann. Ein Jahr später gewann er bei den Juniorenweltmeisterschaften in Barcelona mit der 4-mal-100-Meter-Staffel Silber und 2014 ebenfalls Silber über 200 Meter.
Seinen bisher größten Erfolg hatte Minzie bei den Olympischen Spielen 2016 in Rio de Janeiro erzielt, als er über 4-mal 100 Meter für die jamaikanische Staffel im Vorlauf starteten durfte. Die Staffel wurde Olympiasieger.